# .17 Winchester Super Magnum

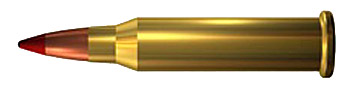
Um .17 Winchester Super Magnum

O .17 Winchester Super Magnum, é um cartucho de fogo circular para rifles desenvolvido pela empresa de munições Winchester em 2012. Ele é um "descendente" do calibre .27 utilizado em pistolas finca pino abrindo o estojo de festim para acolher uma bala de calibre .17 (4,5 mm).

## Características
Com um comprimento total entre 1,440 polegadas (36,6 milímetros) e 1,590 polegadas (40,4 milímetros),

as primeiras cargas, utilizavam uma bala de 20 grãos (1,30 gramas), gerando velocidades de saída do cano em torno de 3.000 pés/s (914 m/s).